# Kościół św. Małgorzaty Męczennicy w Krasiejowie
Kościół św. Małgorzaty Męczennicy – rzymskokatolicki kościół parafialny położony przy ulicy Spórackiej w Krasiejowie. Kościół należy do Parafii św. Małgorzaty Męczennicy w Krasiejowie w dekanacie Ozimek w diecezji opolskiej.
18 maja 2007 roku, pod numerem A 52/2007 świątynia wraz z murowanym ogrodzeniem, bramą i furtą, została wpisana do rejestru zabytków województwa opolskiego.

## Historia kościoła
W połowie lipca 1910 roku został położony kamień węgielny pod budowę świątyni w Krasiejowie. Kościół został wybudowany w latach 1911-1913. 15 maja 1916 roku, biskup wrocławski Karol Augustyn – sufragan – dokonał jego konsekracji. W czasie II wojny światowej zostały zdjęte dzwony z wieży kościelnej, które to już nigdy nie powróciły na swoje miejsce. W 1978 roku zainstalowane zostały nowe dzwony. W 1998 roku w kościele została wykonana nowa instalacja elektryczna i nagłośnienie, odnowiono i pomalowano ławki, wymalowano nawę główną i nawy boczne łącznie ze złoceniem ich ornamentyki. W 1990 roku odnowiono malowidła na sklepieniu nawy głównej – freski przedstawiające 4 Ewangelistów oraz Wniebowstąpienie Pańskie. W latach 2000−2002 odrestaurowano ambonę, zabytkowy ołtarz boczny z kopią obrazu Matki Boskiej Częstochowskiej oraz figurami, pochodzącymi z późnego gotyku, św. Małgorzaty, św. Katarzyny i św. Barbary.

## Architektura i wnętrze kościoła
Kościół w Krasiejowie wybudowany został w stylu neobarokowym. Wnętrze zdobią malowidła i freski przedstawiające sceny biblijne oraz ornamentykę i złocenia charakterystyczne dla tego stylu architektonicznego. Bogato zdobiony jest ołtarz główny, którego kolumny i obramowania obrazów zdobią złocone, stylizowane motywy roślinne wykonane z drewna lipowego. Organy, ołtarze i ambona zostały wykonane w bawarskiej Ratyzbonie. W bocznym ołtarzu znajduje się kopia obrazu Matki Boskiej Częstochowskiej z XVII wieku.